# Dălgodelți, Montana
Dălgodelți (în bulgară Дългоделци) este un sat în comuna Iakimovo, regiunea Montana,  Bulgaria. 

## Demografie
Componența etnică a satului Dălgodelți
     Romi (19,38%)
     Bulgari (78,34%)
     Nicio identificare (2,26%)
     Altele (0,9%)
La recensământul din 2011, populația satului Dălgodelți era de 882 locuitori. Din punct de vedere etnic, majoritatea locuitorilor (78,34%) erau bulgari, cu o minoritate de romi (19,38%). Pentru 2,26% din locuitori nu este cunoscută apartenența etnică.